# Revista de Occidente
La Revista de Occidente est une publication périodique culturelle et scientifique espagnole fondée en 1923 par José Ortega y Gasset, diffusée en Europe et en Amérique latine. De nombreux philosophes contemporains (notamment Bertrand Russell et Edmund Husserl) y ont écrit, ou y ont fait publier les premières traductions espagnoles de leurs articles. C'est aussi le cas de scientifiques (Louis Bolk y publie en 1928 la version hispanique de son plus célèbre article).
C'est actuellement une revue mensuelle dont paraissent chaque année onze numéros, le numéro de juillet-août étant un numéro double. Elle a été dirigée de 1923 à 1936 par José Ortega y Gasset, et depuis 1962 par la famille Spottorno.
Elle reçoit en 1991 la Médaille d'or du mérite des beaux-arts du Ministère de l'Éducation, de la Culture et des Sports espagnol.